# Ipomoea racemigera
Ipomoea racemigera är en vindeväxtart som beskrevs av Ferdinand von Mueller. Ipomoea racemigera ingår i släktet praktvindor, och familjen vindeväxter. Inga underarter finns listade i Catalogue of Life.